# Équipe de Pologne de Fed Cup
L'équipe de Pologne de Fed Cup est l’équipe qui représente la Pologne lors de la compétition de tennis féminin par équipe nationale appelée Fed Cup (ou « Coupe de la Fédération » entre 1963 et 1994).
Elle est constituée d'une sélection des meilleures joueuses de tennis polonaises du moment sous l’égide de la Fédération polonaise de tennis.

## Résultats par année

### 1966 - 1969
- 1966 (5 tours, 21 équipes) : pour sa première participation, après une victoire au 1er tour par forfait de la République démocratique allemande, la Pologne s'incline au 2e tour contre la Tchécoslovaquie.
- 1967 (5 tours, 17 équipes) : après un « bye » au 1er tour, la Pologne déclare forfait au 2e tour contre la France.
- 1968 (5 tours, 23 équipes) : après une victoire au 1er tour contre la Grèce, la Pologne s'incline au 2e tour contre les Pays-Bas.
- 1969 (5 tours, 20 équipes) : après un « bye » au 1er tour, la Pologne déclare forfait au 2e tour contre l’Australie.

### 1970 - 1979
- 1970 (5 tours, 22 équipes) : la Pologne déclare forfait au 1er tour contre l’Italie.
- 1971 - 1972 : la Pologne ne participe pas à ces éditions.
- 1973 (5 tours, 30 équipes) : la Pologne déclare forfait au 1er tour contre le Luxembourg.
- 1974 (5 tours, 29 équipes) : après une victoire au 1er tour contre le Luxembourg, la Pologne s'incline au 2e tour contre les États-Unis.
- 1975 - 1976 - 1977 - 1978 - 1979 : la Pologne ne participe pas à ces éditions.

### 1980 - 1989
- 1980 (5 tours, 32 équipes) : la Pologne s'incline au 1er tour contre les États-Unis.
- 1981 - 1982 - 1983 - 1984 - 1985 : la Pologne ne participe pas à ces éditions.
- 1986 (qualifications + 5 tours, 42 équipes) : après une victoire en qualifications contre le Mexique, la Pologne s'incline au 1er tour contre la Yougoslavie.
- 1987 (qualifications + 5 tours, 42 équipes) : après une victoire en qualifications contre les Philippines, la Pologne s'incline au 1er tour contre la Yougoslavie.
- 1988 (qualifications + 5 tours, 36 équipes) : la Pologne s'incline au 1er tour contre l’Italie.
- 1989 (qualifications + 5 tours, 40 équipes) : après une victoire en qualifications contre  Singapour, la Pologne s'incline au 1er tour contre le Danemark.

### 1990 - 1999
- 1990 (qualifications + 5 tours, 44 équipes) : après une victoire en qualifications contre l’Uruguay, la Pologne s'incline au 1er tour contre les États-Unis.
- 1991 (qualifications + 5 tours + barrages, 56 équipes) : après une victoire au 1er tour des qualifications contre le Kenya et l’Uruguay au 2e tour des qualifications et la France au 1er tour, la Pologne s'incline au 2e tour contre l’Indonésie.
- 1992 (5 tours + barrages, 32 équipes) : après une victoire au 1er tour contre  Israël et la Suède au 2e tour, la Pologne s'incline en 1/4 de finale contre l’Allemagne.
- 1993 (5 tours + barrages, 32 équipes) : après une défaite au 1er tour contre l’Indonésie, la Pologne l’emporte en play-offs contre la Grande-Bretagne.
- 1994 (5 tours, 32 équipes) : la Pologne s'incline au 1er tour contre l’Autriche.

La compétition change de format à compter de 1995 : la Coupe de la Fédération devient Fed Cup.
- 1995 - 1996 - 1997 : la Pologne concourt dans les compétitions par zones géographiques.
- 1998 (3 tours, 8 équipes + groupe mondial II, play-offs I et II) : la Pologne s'incline en play-offs II contre l’Autriche.
- 1999 : la Pologne concourt dans les compétitions par zones géographiques.

### 2000 - 2009
- 2000 - 2001 - 2002 - 2003 - 2004 - 2005 - 2006 - 2007 - 2008 : la Pologne concourt dans les compétitions par zones géographiques.
- 2009 (3 tours, 8 équipes + groupe mondial II, play-offs I et II) : la Pologne l’emporte en play-offs II contre le Japon.

### 2010 - 2015
- 2010 (3 tours, 8 équipes + groupe mondial II, play-offs I et II) : après une défaite en groupe mondial II contre la Belgique, la Pologne s'incline en play-offs II contre l’Espagne.
- 2011 - 2012 : la Pologne concourt dans les compétitions par zones géographiques.
- 2013 (3 tours, 8 équipes + groupe mondial II, play-offs I et II) : la Pologne l’emporte en play-offs II contre la Belgique.
- 2014 (3 tours, 8 équipes + groupe mondial II, play-offs I et II) : après une victoire en groupe mondial II contre la Suède, la Pologne l’emporte en play-offs I contre l’Espagne.
- 2015 (3 tours, 8 équipes + groupe mondial II, play-offs I et II) : après une défaite au 1er tour du groupe mondial contre la Russie, la Pologne s'incline en play-offs I contre la Suisse.

## Bilan de l'équipe
Résultats des confrontations entre la Pologne et ses adversaires les plus fréquents (3 rencontres minimum dans les groupes mondiaux).
| # | Adversaires | Rencontres | Victoires | Défaites | % victoires |
| - | ----------- | ---------- | --------- | -------- | ----------- |
| 1 | États-Unis  | 3          | 0         | 3        | 0 %         |

## Bilan des joueuses les plus sélectionnées
Ce bilan est calculé sur la base des rencontres officielles des groupes mondiaux et barrages I et II. Les rencontres des tableaux dits de « consolation » et celles par « zones géographiques » ne sont pas prises en compte. Les joueuses comptant moins de 5 sélections ne sont pas reprises dans le tableau.
| # | Joueuses                       | De   | à    | Sélections | Matchs | Victoires | Défaites | % victoires |
| - | ------------------------------ | ---- | ---- | ---------- | ------ | --------- | -------- | ----------- |
| 1 | Agnieszka Radwańska            | 2009 | 2015 | 8          | 19     | 13        | 6        | 68 %        |
| 2 | Alicja Rosolska                | 2009 | 2015 | 8          | 8      | 5         | 3        | 63 %        |
| 3 | Ewa Zerdecka                   | 1986 | 1988 | 5          | 8      | 5         | 3        | 63 %        |
| 4 | Katarzyna Nowak                | 1988 | 1994 | 15         | 16     | 8         | 8        | 50 %        |
| 5 | Katarzyna Teodorowicz-Lisowska | 1991 | 1998 | 11         | 12     | 7         | 5        | 58 %        |
| 6 | Magdalena Feistel              | 1988 | 1998 | 16         | 30     | 16        | 14       | 53 %        |
| 7 | Renata Skrzypczynska           | 1986 | 1990 | 6          | 8      | 3         | 5        | 38 %        |
| 8 | Urszula Radwańska              | 2009 | 2015 | 5          | 10     | 3         | 7        | 30 %        |